# 李龍宇
李龍宇（韓語：이용우，1981年4月15日—），韓國男演員。在韓國藝術綜合大學就讀期間，李龍宇的專業是現代舞，日後以模特和舞蹈作為主要的活動項目，2002年東亞舞蹈表演中獲得金牌，作為一個舞蹈界的人才，在母校的舞蹈專業授課和編舞。2009年，以演員身份首次亮相於電視劇《Style》。

## 演出作品

### 電視劇
- 2009年：SBS《Style》飾演 金民俊
- 2011年：SBS《武士白東修》
- 2011年：tvN《Birdie Buddy》飾演 John Lee
- 2012年：tvN《一年十二個男人》飾演 李俊
- 2012年：SBS《追擊者 THE CHASER》飾演 PK俊(朴基俊)
- 2015年：JTBC《LAST》飾演 姜世勳/郭興秀
- 2019年：OCN《Voice3》飾演 鋼絲旬
- 2019年：TV朝鮮《Leverage：詐騙操作團》飾演 幽靈(俄羅斯傭兵)
- 2020年：SBS《Stove League》飾演 吉昌周/Robert Gil(羅伯特。吉）
- 2023年：JTBC《大力女子姜南順》飾演

### 電影
- 2011年：《我的黑色迷你洋裝（朝鲜语：마이 블랙 미니드레스）》飾演 碩元
- 2014年：《你是我的吸血鬼（朝鲜语：그댄 나의 뱀파이어）》飾演 間諜（特別出演）

### MV
- 2009年：花耀飛（朝鲜语：화요비）《另一半》
- 2010年：Honey Dew《像個傻瓜》
- 2010年：白智榮 & MIGHTY MOUTH《愛情會來嗎》
- 2018年：寶兒《ONE SHOT，TWO SHOT》

### 綜藝
- 2013年7月20日-2013年10月5日: Mnet《Dancing 9 Season 1》 BLUE EYE 導師
- 2014年6月13日-2014年8月15日: Mnet《Dancing 9 Season 2》 BLUE EYE 導師
- 2015年4月3日-2015年6月5日: Mnet《Dancing 9 Season 3》 BLUE EYE 導師

## 獲獎
- 2009年：SBS演技大賞－新星獎

## 外部連結
- 李龍宇的Instagram帳戶
- NAVER （页面存档备份，存于）